# Makiko Nagaya
Makiko Nagaya (Japans: 長屋 真紀子) (Rikubetsu (Subprefectuur Tokachi), 8 oktober 1955) is een schaatsster uit Japan. Ze vertegenwoordigde haar vaderland op de Olympische Winterspelen 1976 in Innsbruck en de Olympische Winterspelen 1980 in Lake Placid.

## Resultaten

### Olympische Spelen
| Jaar | Plaats      | Resultaten                  |
| ---- | ----------- | --------------------------- |
| 1976 | Innsbruck   | 7e 500 meter 9e 1000 meter  |
| 1980 | Lake Placid | 5e 500 meter 22e 1000 meter |

### Wereldkampioenschappen
| Jaar                      | Plaats              | Resultaten              |
| ------------------------- | ------------------- | ----------------------- |
| 1974 Sprint               | Innsbruck           | 20e Sprint              |
| 1975 Allround 1975 Sprint | Assen Göteborg      | 12e Allround 6e Sprint  |
| 1976 Allround 1976 Sprint | Gjøvik West-Berlijn | 21e Allround 8e Sprint  |
| 1977 Allround 1977 Sprint | Keystone Alkmaar    | 18e Allround 17e Sprint |
| 1978 Sprint               | Lake Placid         | 18e Sprint              |
| 1979 Sprint               | Inzell              | 14e Sprint              |
| 1980 Allround 1980 Sprint | Hamar West Allis    | 18e Allround 12e Sprint |

## Persoonlijke records
| Afstand    | Tijd    | Datum            | Baan        |
| ---------- | ------- | ---------------- | ----------- |
| 500 meter  | 41,81   | 20 januari 1979  | Davos       |
| 1000 meter | 1.26,52 | 27 januari 1979  | Inzell      |
| 1500 meter | 2.16,71 | 7 december 1978  | Matsumoto   |
| 3000 meter | 5.07,65 | 21 december 1979 | Fujiyoshida |